# テッド・T・タノウエ
テッド・タカユキ・タノウエ（Ted Takayuki Tanouye、日本名：田上 隆行〈たのうえ たかゆき〉、1919年11月14日 - 1944年9月6日）は、日系アメリカ人のアメリカ陸軍第442連隊戦闘団一等軍曹。第二次世界大戦時の活躍により、名誉勲章受章者となった。愛称は「タック」（Tak）。

## 経歴
カリフォルニア州トーランスの日本人移民の家庭に、6人兄弟の長男として生まれる。1938年にトーランス高校を卒業した後は、日系人が経営する食料雑貨店に勤務していた。1941年の日米開戦に伴い、タノウエ家はアーカンソー州のジェローム強制収容所に収容されたが、テッド自身は、1942年2月20日に陸軍に入隊したため、収容所に送られることは無かった。
1944年7月4日に、第442連隊戦闘団の一等軍曹の階級にあったタノウエは、ドイツ軍を攻撃するべく、強烈な敵の反撃を物ともせず、自身の小隊より前を進み続けた。手榴弾の爆発によって重傷を負ったにもかかわらず、“140高地”の頂上を攻略する、という隊の目的を果たすまで、戦い続けた。彼は、自身の隊が防御陣地を完成させるまで、隊から退くことを拒否した。回復後の9月1日に、タノウエは地雷の爆発によって焦土と化したサン・マウロ近郊の最前線に復帰したが、5日後の9月6日に同地で戦死した。
当初、タノウエの遺体はイタリアに埋葬されたが、1948年に遺体をアメリカに返すこととなり、リトル・トーキョーにある仏教寺院で告別式が執り行われ、ロサンゼルス近郊にあるエバーグリーン墓地に埋葬された。
これらの行為によって、当初は殊勲十字章が授与されていたが、1990年代になって全てのアジア系アメリカ人の殊勲十字章受賞歴を再調査したところ、名誉勲章に格上げされることとなった。2000年6月21日にホワイトハウスで執り行われた式典において、ビル・クリントン大統領からタノウエの遺族に名誉勲章が贈呈された。

## 名誉勲章
タノウエが受賞した名誉勲章には下記のように記されている。
テッド・T・タノウエ一等軍曹は、1944年7月4日のイタリア・Molino a Ventoabbto近郊における作戦中の際立って英雄的な行動によって、その名を残すこととなった。タノウエ一等軍曹は、殆ど防御する余裕の無かった戦略的に重要な高地を占領すべく、自身の小隊に攻撃を仕掛けさせた。敵のマシンガンの射手が、彼の左正面に銃を設置しているところを目撃し、タノウエ一等軍曹は2～3ヤード前に忍び寄り、陣地に向けて銃撃し、敵兵3名を死傷させ、残りの2名を追い払った。すぐに敵の自動小銃は、彼に向けて発砲したが、彼は反撃に転じ、更に3名の敵兵を死傷させた。前進中に、タノウエ一等軍曹は手榴弾の爆発によって、左腕に重傷を負った。敵に占拠された塹壕を発見して、彼は軽機関銃によって陣地を一掃し、何名かの敵兵を負傷させた。弾薬が尽きて、彼は仲間からいくつかの弾薬を得る為に、自身の左側面20ヤードを這って進んだ。次に、彼の部下を狙った敵の自動小銃を発見し、タノウエ一等軍曹は2～3ヤード前方へ這って進み、手榴弾を敵の陣地に投擲し、銃を沈黙させた。直後に彼は、高地の斜面に向けて発砲してくる別の敵の機関銃を発見、反撃し、相手を沈黙させた。彼の頭上に陣取る自動小銃の砲床から攻撃されたが、砲床へ銃撃し、その場に居た敵兵3名を負傷させた。応急手当処置と避難の指令を受け入れる前に、タノウエ一等軍曹は、自身の最終目標である高地の裏の斜面に防御陣地を完成させた。タノウエ一等軍曹の類まれな英雄的行為と任務への忠誠は、軍隊の最も崇高な伝統を維持し、また、彼本人やその部隊、ひいてはアメリカ陸軍への大きな信頼をもたらすものであった。